# Aleksander Ken

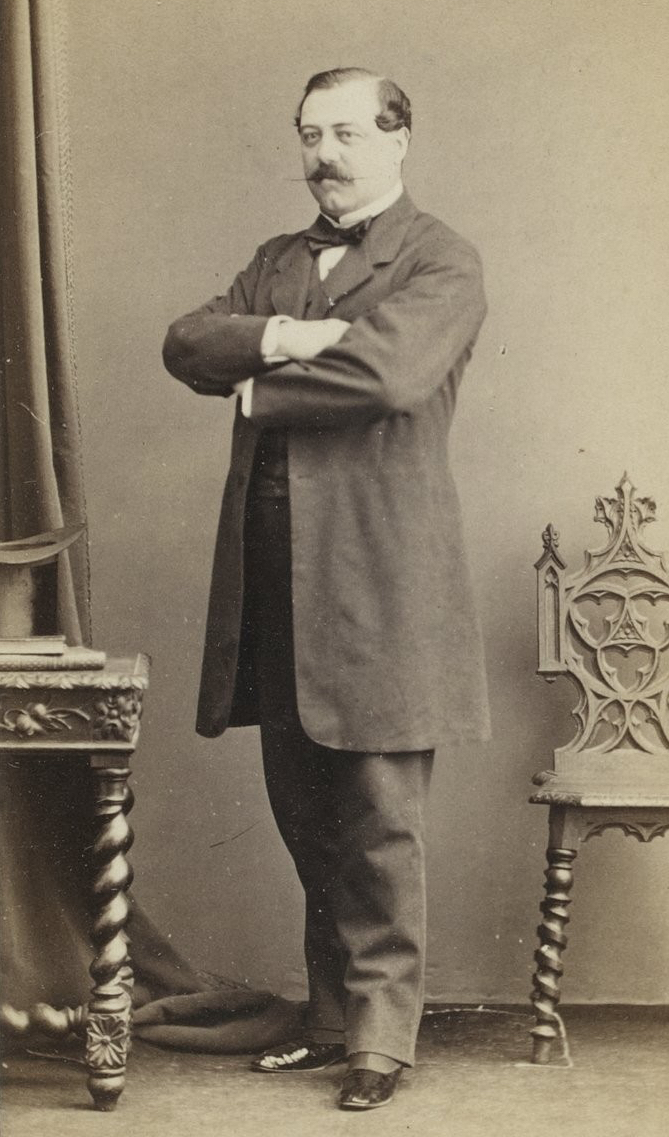
Paul Bernard Labrosse-Luuyt, fotografia z zakładu Aleksandra Kena

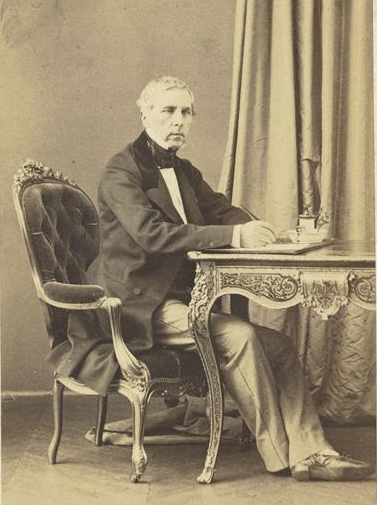
Charles-Gabriel Le Bègue de Germiny, fotografia z zakładu Aleksandra Kena

Aleksander (Alexander, Alexandre) Ken (ur. 1828, 1831 lub 1835, zm. 9 lutego 1874) – polski fotograf działający w latach 60. XIX wieku w Paryżu.
Biografia Kena jest słabo rozpoznana. Był synem Szymona Kena i Marii Medelsohn. Jak podają historycy fotografii, Ken przyjechał do Paryża w 1864 lub 1865, jednak przeczy temu paryski Bottin de commerce (rodzaj książki adresowej), który wymienił atelier Kena przy Boulevard Montmartre 10 już w 1859. Niemożliwe jest więc, aby Ken – jak podaje Ignacy Płażewski – zaczął swoją karierę w zakładzie „Walery” Stanisława Ostroroga, gdyż działało ono dopiero od lat 70. XIX w.
W 1859 Ken wystawiał swoje zdjęcia na ekspozycji Société française de photographie, a rok później został członkiem tego towarzystwa. W 1860 opatentował urządzenie będące rodzajem przysłony, przy pomocy której wykonał zdjęcia prezentowane na wystawie z 1859. W 1861 wynajął jedno piętro budynku przy rue Montmartre 10–12 z dwoma mieszkaniami, z których jedno służyło za atelier.
W 1864 Ken opublikował Dissertations historiques, artistiques et scientifiques sur la photographie (Rozważania historyczne, artystyczne i naukowe o fotografii) – jedną z pierwszych w historii publikację poświęconą estetyce fotografii. W opracowaniu tym Ken m.in. wyraził pogląd, że każda praca, która wyraża i wywołuje uczucia, jest dziełem sztuki, bez względu na to, jakimi narzędziami została stworzona. Także fotografia może zatem być sztuką.
Dzięki zachowanym do dziś fotografiom wiadomo, że oprócz fotografii portretowej Ken zajmował się także wykonywaniem zdjęć (czasami niekonwencjonalnych i odważnych) tancerek i aktorek wodewilowych. Fotografował również dzieła sztuki i wykonywał zdjęcia stereoskopowe.
W 1865 z nieznanego powodu Ken sprzedał zakład fotografowi Émilowi Lucienowi Bondonneau, który pod nazwą „Alexandre Ken” działał do 1878. Prawdopodobnie już po sprzedaży, czyli za czasów Bondonneau, powstała filia atelier w Londynie przy 213 Regent Street. Ken przeprowadził się do mieszkania przy rue Faubourg-Saint-Honoré 111, gdzie w 1874 zmarł.